# 한국어 위키 목록
한국어로 작성된 위키 웹사이트들의 생태계는 한국어 위키백과와 나무위키라는 두 대규모 위키 웹사이트로 양분되어 있다. 그 외에는 수많은 중소규모 위키 웹사이트로 구성되어 있다. 최초의 위키는 노스모크이며, 2000년에 시작되었다. 이후 위키백과의 급격한 인지도 상승과 함께 부상한 한국어 위키백과가 2002년 10월 시작되어 다양한 주제를 다루는 백과사전으로의 입지를 다졌다. 한국어 위키백과는 위키낱말사전, 위키문헌 등 함께 연계된 여러 위키 프로젝트와 함께 성장하고 있다.
한편 서브컬쳐 정보의 집합소로 2007년에 시작된 엔하위키(리그베다 위키)에서 운영 논란으로 2015년에 분리되어 나온 나무위키는 문서 수와 사용자층을 늘리며 캐쥬얼한 잡학 성격의 위키 사이트로 자리잡았다. 엔하위키 운영 논란이 이어지는 기간 동안 13개의 위키 사이트가 신설되었다가 8개 사이트가 운영의 어려움으로 인해 사라졌으며, 이 중 나무위키, 디시위키, 리브레 위키 등이 이후 독립적으로 발전해나갔다. 그 외에도 페미니즘적 관점의 페미위키와 여성위키를 비롯해 위키아에 호스팅된 포켓몬 위키, 부족전쟁 위키 등 전문 분야에 특화된 여러 위키, 유머 중심인 백괴사전 및 백괴게임 등, 개인 운영 사이트까지 포함하면 수십 개의 한국어 위키 사이트들이 운영되고 있다.

## 위키 사이트 개요

### 위키미디어 재단 위키
2001년 1월 15일 최초로 위키백과를 만든 창립자 중 한 명인 지미 웨일스가 위키미디어 재단이라는 비영리 단체를 만들어 여러 언어의 위키백과와 위키낱말사전, 위키책, 위키문헌, 위키생물종, 위키뉴스, 위키여행, 위키미디어 공용 등 수많은 위키 프로젝트를 개설했다. 이 재단은 기부금과 이 인물이 설립한 FANDOM에서 얻은 자금의 일부로 운영되는 것으로 알려져 있다.

#### 한국어 위키백과
한국어 위키백과는 한국어로 운영되는 위키백과 언어판으로 2002년에 시작되었다. 대한민국 등 한국어권에서 처음으로 인터넷 사용자만이 아닌 일반 대중에게 알려지기 시작한 위키 사이트이다.

#### 한국어 위키낱말사전
한국어로 이루어진 위키 형식의 단어 사전이다. 여러 언어의 발음을 표기하고 뜻을 풀이하는 것과, 간단한 문장을 분석 및 해석하는 사전의 기능을 하고 있다.

### 엔하계 위키
엔하계 위키는 2007년에 엔젤하이로 커뮤니티 사이트에서 파생된 엔하위키(현 리그베다위키) 및 이로부터 파생된 모든 위키를 가리킨다. 이 위키들은 취소선과 주관적인 서술, 농담, 드립, 특징적인 문구들을 사용하고, 애니메이션, 만화, 게임과 같은 서브컬쳐 문화가 중심이 된 리그베다 위키의 특성을 이어받았다.
리그베다 위키의 대외업무 담당자의 폭로로 인해 리그베다 위키 운영자인 '청동'이 문서를 사유화한다는 논란이 일자 위키의 회원들이 기여를 한 부분을 모두 원래대로 되돌렸으며, 급기야 리그베다 위키가 4월 17일 해킹당했다. 이 사태가 지속되고 있는 동안, 2015년 4월 16일에는 리브레 위키가, 4월 17일에는 나무위키가 설립되었다. 2015년 대한민국의 다음 카페 여성시대가 여론 조작을 한 사태로 인해 나무위키의 인지도가 급상승했으며, 이를 계기로 나무위키는 대한민국에서 규모가 가장 큰 위키 중 하나가 되었다.
2015년 4월 17일에 나무위키, 리브레 위키가 설립되고, 이 두 위키가 설립된 지 1년도 안 되어 오리위키가 설립되었고, 2017년 9월 24일에 나무위키의 설립자이자 전 소유자인 'namu'가 나무위키의 갑작스러운 체제 변경에 의한 나무위키의 붕괴를 대비하기 위해 알파위키를 만들었다.
이외에도 많은 소규모 엔하계 위키(바다위키, 알파위키, 더시드위키, 새문위키)가 있다.

#### 리그베다 위키(구 엔하위키)
2007년 3월 1일 설립된 엔젤하이로 (Angel Halo) 커뮤니티 사이트에서 파생된 '엔하위키(現 리그베다 위키)'는 설립 당시 엔젤하이로에 있었던 유저가 위키에 슈퍼로봇대전 및 건담 시리즈와 관련된 문서를 만든 것을 시작으로 애니메이션, 일본 성우, 만화, 게임과 같은 서브컬쳐 (오타쿠) 계열 중심의 위키가 되었으며, 말장난 및 농담, 취소선 등을 많이 사용한 것이 특징이다.
한국어 위키백과 등에서 다루지 않았던 서브컬쳐 계열 오타쿠 위키로 자리잡았으며 2010년대에 규모가 커지자 일반 사회, 연예인, 스포츠, 학문 등 비 서브컬쳐계 문서들이 만들어졌다.
그러나 2015년 4월 8일, 리그베다위키 대외 업무 담당자인 '사채꾼'이라는 닉네임을 가진 이용자가 오프라인 모임을 주도했는데, 그는 운영자 '청동'이 리그베다 위키를 자신의 것으로 만드는 사유화 행위와 이를 통해 돈을 벌고 있는 영리적 이용을 했다고 주장했다. 이것을 시작으로 '리그베다 위키 사유화 사태'가 터지고, 이용자들은 자신이 한 기여분을 모두 철회하고 원래대로 되돌렸으며, '자신이 기여한 문서는 모두 영리 활동에 이용된다'는 틀을 위키 전역에 붙이는 '대규모 항의 운동'을 벌였으며, 몇몇 이용자들은 이 사태를 계기로 리그베다 위키의 성격과 비슷한 새로운 위키를 만들기 위한 논의를 했는데, 그것이 나무위키, 오리위키(현재는 폐쇄됨), 리브레 위키이다.
2015년 4월 17일 결국 사이트가 해킹당해 서버가 불안정해지는 결과에 이르렀다. 현재는 열람만 가능하며 편집이 불가능한 상태다.

#### 나무위키
나무위키는 2015년 4월 17일 리그베다 위키의 2015년 4월 11일자 데이터베이스를 포크하여 생성된 위키이며, 초기에는 namu가 설립하고 운영하였다가 자금난에 시달리자 파라과이의 IT 회사인 Umanle S.R.L.에게 넘겼다.
2015년 5월에 남성혐오 커뮤니티 사이트인 여성시대가 해명글 조작 사태, 탑 시크릿, 여성시대 고발 대란의 과정을 거쳐 대규모로 타 사이트를 비방하고 여론을 조작하는 사건, 말하자면 대한민국의 인터넷에서 벌어진 큰 규모의 '젠더 갈등'이 있었다. 이 기간 동안에 소위 '사관'이라고 불리는 당시 나무위키 유저들은 이 사건들의 전개 과정을 빠르게 기록하였는데, 얼마 지나지 않아 나무위키가 설립된 지 한 달쯤이 지나 나무위키가 지상파 방송에도 실시간 트렌드에 올라왔으며, 포털사이트 실시간 검색어에 상위권으로 떴다. 이 때부터 나무위키의 인지도는 급상승했으며, 2021년 현재 문서 수가 58만개를 돌파했다.
나무위키가 설립된 이후 위키백과, 디시위키와 더불어 대한민국의 3대 위키 사이트로서의 입지를 굳혔고 현재는 국내 위키 계열 사이트 중 영향력면에서 독보적인 위치를 가지고 있다.
나무위키는 리그베다 위키와 마찬가지로 공식적으로 백과사전을 지향하고 있지 않으며, 상술한 엔하계 위키 특징을 이어받았다.
나무위키는 이후 한국어 위키백과와 비교해 쉽고 간편한 편집과 낮은 진입 장벽에 힘입어 더 많은 수의 기여자를 끌어들이는 순환에 따라 컨텐츠가 급성장을 이루면서, 사이트 트래픽과 구글 검색 순위 면에서는 한국어 위키백과를 앞질렀다. 비전문적 지식과 전문적 지식이 혼재되어 있어 신뢰도가 떨어지고 호불호가 갈리기는 하지만, 쉬운 문법으로 많은 사용자를 끌어들였다.
그러나 나무위키 내의 여러 운영 논란 이후 나무위키 설립자이자 전 소유자인 'namu'라는 이름의 사용자가 2017년 9월 23일, 나무위키가 체제 변화로 인해 붕괴되는 것에 대비하기 위해 나무위키를 포크한 알파위키를 만들었다.

#### 리브레 위키
리브레 위키 또한 나무위키와 마찬가지로 사유화 사태로 탄생한 위키이며, 엔하위키의 문제점 때문에 분리되어 나온 사용자들이 2015년 4월 16일에 신설한 위키이다. 또한 리그베다 위키에서 가져온 것은 사용자층 뿐으로, 나무위키와 달리, 내용 포크를 하지 않고 백지에서 새로운 위키를 만들어나갔다. 이 때문에 리그베다 위키와의 저작권 관련 소송에서 자유로워 법적인 불안정 요소는 없으며, 나무위키와는 달리 아직 큰 운영 논란은 없다. 그러나 경쟁적 관계에 있는 나무위키가 28만개의 문서를 가지고 출발한 것과 비교해 백지 상태에서 출발했기 때문에 기존의 컨텐츠가 사용자를 끌어들이는 효과를 보지 못하여 아직까지도 만성적인 사용자 부족에 시달리고 있다. 엔진은 위키백과와 동일한 미디어위키를 사용하고 있으며, 리버티스킨을 사용하고 있다. 라이센스는 위키백과와 동일한 크리에이티브 커먼즈 저작자표시-동일조건변경허락 3.0이다.
초창기에는 문서의 생성 및 수정 속도가 일시적으로 빨랐으나 리브레 위키 서버가 잠시 닫히는 악재가 발생한 등의 이유로 이후 문서의 생성 및 편집 속도가 점점 줄어들었고 현재에는 한국어 위키백과, 나무위키, 디시위키에 비해 매우 느리다.

#### 바다위키
바다위키는 2016년 5월 13일, 나무위키 영리 논란 이후 나무위키의 데이터베이스를 포크하여 설립한 위키이다. 하지만 2017년 개장 1주년을 맞고 얼마 안 가 폐쇄되었다. 이후 나무위키의 민선 제도가 폐지된 이후 바다위키를 재개장하겠다는 공지가 올라왔으나 다시 사라졌다. 하지만 2019년 11월 8일 경, 위키 갤러리에 BlueWhite 라는 사용자가 나타나 바다위키를 재개장한다는 공지를 올렸다. 하지만 나무위키의 데이터베이스를 사용해 엔하계 위키이나, 이름만 같은 사실상 다른 위키이다. 바다위키의 일부 규정과 관습 등을 이어받은 것만 제외하면 대부분이 차이가 있으며 위키 엔진도 미디어위키가 아닌 openNAMU를 사용하는 등 별개의 사이트이다.

#### 알파위키
알파위키는 2017년 9월 24일, 나무위키의 영리화 및 민선제 폐지 등 갑작스러운 체제 변경으로 인해 나무위키가 붕괴되는 것에 대비하기 위해 나무위키를 설립한 'namu'라는 이용자에게 나무위키에서의 문서 포크(이하 문서 가져오기)를 요청하여 위키가 설립되었다. 하지만 제로베이스 후 나무위키의 대체위키라는 느낌보단 그냥 하나의 위키라는 이미지가 강해졌다. 설립 당시에 'A위키'였던 이 위키는 이름 공모전을 통해 2017년 11월 28일, 현재의 이름인 '알파위키'로 개칭되었다. 이후 2번의 폐쇄 및 재개장이 있었지만, 현재에는 위키 갤러리 유저들이 유입되었었던 초반기와 달리 이용자가 별로 없으나 운영은 잘 되고 있는 것으로 보이고, 2023년 10월부터 이용자 수가 다소 늘어나고 있는 것으로 보인다.

### 유머 및 창작 위키

#### 디시위키
디시위키는 디시인사이드 운영진이 2015년에 시작한 미디어위키 기반의 한국어 위키이다. 디시 사용자층이 제작한 위키이기 때문에 디시의 고유한 문화가 드러난다. 위키백과가 순수한 정보의 제공처 역할만을 지향하고, 엔하계 위키가 정보와 유머를 절충한 모습을 가지고 있다면, 디시위키는 유머에 치중한 모습을 보이고 반말을 기본으로 하고 비속어를 섞어 쓰는 디시인사이드의 말투를 쓰는 위키이다.

#### 한국어 백괴사전
한국어 백괴사전은 위키백과를 패러디한 위키 프로젝트인 Uncyclopedia의 한국어 사이트로, 2006년에 시작되었다. 정교한 풍자, 패러디, 그리고 무작위적 개그까지 여러 유머 수단을 동원하여 운영되고 있다. 패러디 유머 사이트이지만 정책과 지침이 존재하며, 이를 어기는 문서는 수정 또는 삭제를 통하여 엄격하게 관리되고 있다.
백괴사전의 자매 프로젝트인 한국어 백괴게임은 위키 문법을 활용해서 게임을 만드는 미디어위키 기반 사이트이다. 백괴사전의 프로젝트로 시작했으나, 백괴게임의 사용율이 백괴사전을 뛰어넘어 백괴사전 편집이 방해받자 2010년에 분리되었다.
2019년에 백괴사전과 백괴게임은 서버 오류로 DB가 손상되어 1년에 가까운 시간동안 접속 불능 상태가 되었으며 백괴사전의 경우 2021년 3월 31일 복구되었다. 한편 백괴게임은 폐쇄되었으며, 이를 포크한 리버티게임은 운영 중이다.

#### 제이위키
제이위키는 2016년 8월 1일 개설된 미디어위키 기반의 창작 사이트이며, 국내에서는 창작 계열 사이트 중에서는 규모가 크다. 창작의 범주 안에서 다양한 장르를 바탕으로 문서 제작이 이뤄지고 있다.
2017년 8월 7일 인터넷나야나의 랜섬웨어 공격 피해로 DB를 옮겼고 이후 2021년 발생한 해킹 사건과 두 차례의 서버 이동을 거쳐 현재 일본에 서버를 두고 있다.

#### SCP 재단 위키
SCP 재단은 SCP 재단을 주제로 한 어반 판타지 창작 세계관 전문 위키다.

### 잡학 및 기타 위키

#### 우남위키
우남위키는 대한민국의 초대 대통령인 이승만의 호를 따서 만들어진 극우 성향의 위키이다. 이승만의 업적을 기리고, 그가 추구했던 자유민주주의, 공정한 세계시장 그리고 북한해방(자유통일)을 지향하자는 뜻에서 우남위키라 명명되었다. 또한 '진실, 공정, 인간 존엄성을 위한 파수꾼, 우남위키'라는 슬로건으로 2018년 8월 10일에 개설되었다. 우남위키는 대한민국의 우파 자선단체인 '마인드300'과 '이선본'이 함께 설립하여 운영하고 있다.
2024년 10월 기준으로 우남위키의 본문 수는 16,706개이며, 전체 문서 수는 37,162개로 조금씩 성장세를 보이고 있다.

#### 구스위키
구스위키는 한국어 위키 중 최초로 다양한 관점을 하나의 문서에 기록하는 것을 체계화한 위키로서 2013년에 시작되었다. 구스위키는 위키백과의 중립적관점(NPOV) 정책에 착안하여 구스위키의 다중관점 정책을 영어 약어로 MPOV라 이름 붙였다. 디시인사이드 와우 갤러리의 영향을 많이 받았으며, 운영자가 사이트를 방치한다는 평이 있다.
2019년 6월 6일에 폐쇄되었다.

#### 노스모크
노스모크는 한국어로 구성된 최초의 위키로 2000년 11월 25일 시작했다. 2000년 11월 24일 나우누리에서 담배를 피우지 않는 문화 생산자들의 소모임으로 출발한 노스모크는 11월 25일 위키 기반으로 틀을 바꾸고 수많은 사람들을 사용자로 흡수하여 주제에 상관없이 다양한 의견을 나눌 수 있는 교환의 장이 되었다. 노스모크는 한국 인터넷에서 위키를 알리는 데 큰 영향을 끼쳤다. 위키백과와는 달리 회원만이 편집할 수 있으며, 백과사전식으로 작성하지 않고 대화형 형식으로 문서를 작성하는 경향이 있다. 2005년 7월까지는 한국어로 된 위키 중에서 한국어 위키백과 다음으로 많은 페이지를 가지고 있었다. 2018년을 기준으로 사용율이 매우 낮은 편이며 겨우 운영되고 있다.

#### 여성위키
여성위키는 여성주의적 시각의 위키가 부재하다는 문제의식으로부터 시작되어 2018년 8월에 출범한 위키이다. 또한 페미위키의 이전 유저들과 트위터의 여성주의자들이 함께 설립하였다. 클로즈드 베타서비스 멤버십을 제공 중인 위키사이트가 별도로 존재하며, 2020년 3월 8일 여성의 날 위키독에서 임시오픈하였다.
그러나 2022년 12월 31일, 위키독이 서비스를 종료하면서 여성위키의 서비스도 중단되었다.

#### 유니위키
누구나 자유롭게 참여할 수 있는 오픈형 위키로 2021년 10월에 출범하였다. 신생 위키로 현재 명시된 규칙이 존재하지 않으며, 도쿠위키를 기반으로 개발되었다. 누구나 자유롭게 문서를 작성할 수 있으며, 기존 위키 시스템과 다르게 가독성에 중점을 둔 것이 특징이다.

#### 위키도키
위키도키는 한국어 위키백과를 포크한 사이트이다. 2019년에 시작되었고 미디어위키 기반의 위키이다. 비주얼에디터를 기본 편집도구로 제공하고 있으며, 편집시 반달리즘을 막기 위해 자체 회원 등급에 미달하는 경우 관리자가 승인해야 문서가 등록된다.

#### 위키트리
위키트리(WikiTree)는 위키 기술을 기반으로 구현한 뉴스사이트로, 2010년에 시작하였다. 위키백과와는 달리 회원제 및 등급제로 운영되며, 엄격한 문서 편집 기준을 적용한다.

#### 페미위키
페미위키는 나무위키를 위시한 인터넷 상의 정보가 남성중심적이고 여성혐오적이며 소수자 감수성이 부족하다는 문제 의식에서 2016년에 출발한 위키 사이트이다. 페미니즘 관점 중시 및 여성혐오 관점을 배제하는 운영을 바탕으로 페미니즘 이론, 역사, 운동을 주력 컨텐츠로 담아내는 동시에 위키백과/엔하위키류 잡학 위키를 지향하고 있다.

#### IT위키
IT위키는 IT분야의 전문지식을 다루는 위키 사이트이다. 2019년에 시작되었고 정보처리기사, 정보보안기사, 정보관리기술사, 컴퓨터시스템응용기술사 등 국내 IT관련 자격증을 준비하는 수험생들의 정보 공유용으로 많이 활용된다. 전문 지식을 다루는 위키사이트인 만큼 유머나 풍자가 포함된 내용은 등록할 수 없다. 원칙적으로 IT나 공학 관련 주제의 글만 등록 가능하며 줄글이 아닌 개조식의 구조화된 문서를 추구한다. 미디어위키 기반 사이트이며 주제가 한정된 만큼 새로운 문서가 대량으로 등록되진 않으나 꾸준한 업데이트가 유지되고 있다.

#### 항공위키
항공 분야에 관련된 지식을 주로 다루는 위키 사이트다. '항공여행정보'라는 항공과 관련된 소식과 상식 등이 제공되는 커뮤니티 사이트의 레퍼런스 하위 사이트 개념으로 시작했다. 처음에는 간단한 용어 해설 정도에서 시작했지만 차츰 항공 분야, 특히 민간 항공 서비스와 관련된 보다 자세하고 전문적인 내용들로 채워지고 있다. 미디어위키 기반 사이트다.  
조선왕조실록 전문사전 위키
한국학 중앙연구소에서 운영하는 조선왕조실록 전문사전 위키이다.  
https://dh.aks.ac.kr/sillokwiki/index.php/%EB%8C%80%EB%AC%B8

#### 그림뜰위키
플래시 게임과 유저들의 사연을 기록하며 이러한 사연들을 바탕으로 만든 창작물을 게시한다.

## 일반 문서 개수 순 목록
한국어로 작성된 위키 웹사이트들의 정보를 표로 정리하자면 다음과 같다.
| 계열 별 색깔 표시 | 위키미디어 |  | 위키아 |  | 기타 미디어위키 |  | 기타 위키 소프트웨어 |

### 운영 중인 사이트
| 사이트              | 일반 문서 수 | 모든 문서 수                              | 개설 날짜                        | 소유자 또는 운영자(마지막 것이 현재)                | 위키 소프트웨어 | 포크 원본/호스팅     | 웹사이트                             |
| ------------------- | ------------ | ----------------------------------------- | -------------------------------- | --------------------------------------------------- | --------------- | -------------------- | ------------------------------------ |
| 나무위키            | 1,534,747    | 6,197,879 보관됨 2016-03-05 - 웨이백 머신 | 2015-04-17                       | umanle S.R.L. 보관됨 2021-06-07 - 웨이백 머신       | the seed        | 리그베다 위키        | 링크 보관됨 2021-06-28 - 웨이백 머신 |
| 한국어 위키백과     | 1,573,105    | 3,445,208                                 | 2002-10-12                       | 위키미디어 재단                                     | 미디어위키      | Zero-based           | 링크                                 |
| 한국어 위키낱말사전 | 301,093      | 473,100                                   | 2004-05-09                       | 위키미디어 재단                                     | 미디어위키      |                      | 링크                                 |
| 제타위키            | 127,626      | 258,520                                   | 2012-01-01                       | Jmnote 이외 4명                                     | 미디어위키      |                      | 링크                                 |
| 리브레 위키         | 59,389       | 177,016                                   | 2015-04-16                       | Mykim5902, Chirho 등                                | 미디어위키      |                      | 링크                                 |
| 스톤위키            | 37,389       | 71,321                                    | 2016-11-07                       | Stonepanel                                          | 미디어위키      |                      | 링크                                 |
| 리버티게임          | 19,385       | 35,507                                    | 2019-10-12                       | Bd3076, Senouis 등                                  | 미디어위키      | 한국어 백괴게임 원본 | 링크                                 |
| 코인위키            | 36,243       | 219,220                                   | 2018-07-08                       | 해시넷                                              | 미디어위키      |                      | 링크                                 |
| 한국어 위키문헌     | 23,973       | 86,676                                    | 2005-09-13                       | 위키미디어 재단                                     | 미디어위키      |                      | 링크                                 |
| 페미위키            | 21,000       | 71,122                                    | 2016-07-25                       |                                                     | 미디어위키      |                      | 링크                                 |
| 알파위키            | 20,680       | 590,464                                   | 2017-09-24                       |                                                     | the seed        |                      | 링크                                 |
| 제이위키            | 20,945       | 89,924                                    | 2017-08-08                       | 모니터링                                            | 미디어위키      |                      | 링크                                 |
| 포켓몬 위키         | 15,113       | 85,876                                    | 2009-10-11                       | Dlagockd 등 5명                                     | 미디어위키      | 위키아 프로젝트      | 링크                                 |
| 한국어 백괴사전     | 12,042       | 47,713                                    | 2006-10                          |                                                     | 미디어위키      |                      | 링크                                 |
| 오픈위키            | 12,403       | 30,417                                    | 2010-03-17                       | V_L, 등 wnsdlfrns 등                                | 도쿠위키        |                      | 링크                                 |
| 부족전쟁 위키       | 7,468        | 18,191                                    | 2012-06-02                       | Doomba · lkonano 등 5명                             | 미디어위키      | 위키아 프로젝트      | 링크                                 |
| 풋케위키            | 6,118        | 15,163                                    | 2010-03-17                       | 부산빠냥꾼 보관됨 2016-03-05 - 웨이백 머신, 칫통    | 미디어위키      |                      | 링크                                 |
| 우남위키            | 15,919       | 36,052                                    | 2018-08-10                       | 마인드300, 이선본                                   | 미디어위키      |                      | 링크                                 |
| 큰숲백과            | 4,730        | 18,838                                    | 2016-12-26                       | Utolee90, Daelim 보관됨 2018-03-06 - 웨이백 머신 등 | 미디어위키      |                      | 링크                                 |
| 항공위키            | 4,676        | 8,856                                     | 2015-11-02                       | 마래바                                              | 미디어위키      |                      | 링크                                 |
| 누리위키            | 3,731        | 11,304                                    | 2011-09-20 (재오픈 : 2013-08-04) | 블루시티, 티디                                      | 미디어위키      |                      | 링크                                 |
| 이지위키            | 8,951        | 8,934                                     | 2023-09-17                       | june lee                                            | Prometheus      |                      | 링크                                 |
| IT위키              | 1,682        | 12,981                                    | 2018-04-24                       |                                                     | 미디어위키      |                      | 링크                                 |
| 한국어 위키책       | 1,314        | 6,996                                     |                                  | 위키미디어 재단                                     | 미디어위키      |                      | 링크                                 |
| 한국어 위키인용집   | 1,115        | 4,276                                     |                                  | 위키미디어 재단                                     | 미디어위키      |                      | 링크                                 |
| 제로위키            |              | 7,547 보관됨 2014-04-07 - 웨이백 머신     | 2001-09                          | Kesarr 보관됨 2016-03-04 - 웨이백 머신              | 모니위키        |                      | 링크 보관됨 2014-04-07 - 웨이백 머신 |
| SCP 재단            |              | 8,563                                     | 2012-08-10                       | QAZ135, shfoakdls, Salamander724                    | 위키닷          | 위키닷 호스팅 산하   | 링크                                 |
| Library of Babel    |              | 3,402                                     | 2000-10-18                       | nyxity                                              | 유스모드위키    |                      | 링크                                 |
| 고클래식위키        | 1,877        | 2,461                                     | 2010-06-24                       | 고클래식                                            | 미디어위키      |                      | 링크                                 |
| 전서                | 890          | 2,322                                     | 2008-07-04                       | 전서관리위원회                                      | 미디어위키      |                      | 링크                                 |
| gypark wiki         |              | 2,440                                     |                                  | 박근영                                              | 유스모드위키    |                      | 링크                                 |

### 중단, 접속 불가, 비활성된 사이트
- 중단: 위키 프로젝트가 공식적으로 중단된 경우.
- 접속 불가: 사이트 연결이 안 되거나 위키가 아닌 사이트가 나타날 경우.
- 비활성: 위키 사이트 전체에 최근 6개월 동안 사람이 편집한 기록이 없을 경우

| 상태            | 사이트1                      | Cons. count                           | Incl. count                           | 시작 날짜           | 관리자(마지막 것이 현재) | 위키엔진     | 포크 원본/호스팅 | 웹사이트                             |
| --------------- | ---------------------------- | ------------------------------------- | ------------------------------------- | ------------------- | --- | ------------ | ---------------- | ------------------------------------ |
| 접속 불가       | 위키도키                     | 434,318                               | 1,567,374                             | 2019-04-10          | Wikiwriter | 미디어위키   | 한국어 위키백과  | 링크                                 |
| 접속 불가       | 단어위키                     |                                       | 1,640                                 |                     | | 미디어위키   |                  | 링크                                 |
| 비활성          | 영화위키                     | 1,388                                 | 2,243                                 |                     | | 미디어위키   | 위키아 프로젝트  | 링크                                 |
| 비활성          | KTUG FAQ                     |                                       | 1,352                                 |                     | | 모니위키     |                  | 링크                                 |
| 비활성          | 한자위키                     | 1,586                                 | 1,935                                 |                     | | 미디어위키   | 위키아 프로젝트  | 링크                                 |
| 접속 불가       | 크르르르                     | 1,944                                 | 4,082                                 |                     | 권용만 | 미디어위키   |                  | 링크                                 |
| 비활성          | 소드걸스위키                 | 2,236                                 | 4,939                                 |                     | | 미디어위키   | 위키아 프로젝트  | 링크                                 |
| 접속 불가       | 제다이위키                   | 34,481                                | 70,486                                |                     | Mkpaulo | 미디어위키   | 위키아 프로젝트  | 링크                                 |
| 접속 불가       | 기름 유출 Answers 위키       | 1,904                                 | 2,735                                 |                     | Mkpaulo | 미디어위키   | 위키아 프로젝트  | 링크                                 |
| 접속 불가       | 신화위키                     | 25,378                                | 38,663                                |                     | Mkpaulo, PauloHelene | 미디어위키   | 위키아 프로젝트  | 링크                                 |
| 비활성          | BioHackersNet                |                                       | 22,482                                | 2001-05             | 김형용 | 모인모인     |                  | 링크                                 |
| 접속 불가       | 드조위키                     | 10,156                                | 31,299                                | 2012-12-11          | 드조 | 미디어위키   |                  | 링크                                 |
| 접속 불가       | 중력 위키                    | 8,873                                 | 14,969                                |                     | | 미디어위키   | 위키아 프로젝트  | 링크                                 |
| 접속 불가       | History Wiki                 | 7,784                                 | 11,391                                | 2005-10-26          | 유중이 | 미디어위키   | 위키아 프로젝트  | 링크                                 |
| 중단            | Lihe wiki                    | 7,000                                 | 17,386                                | 2013-05-18          | Root lihe && Rpdladps | 미디어위키   | 위키아 프로젝트  | 링크                                 |
| 접속 불가       | 한심(韓心) 위키              | 5,944                                 | 8,261                                 |                     | MayJune | 미디어위키   | 위키아 프로젝트  | 링크                                 |
| 접속 불가       | YYiki                        |                                       | 5,894                                 |                     | YongYeol | 모니위키     |                  | 링크                                 |
| 접속 불가       | 조프위키                     |                                       | 2,780                                 |                     | 조프 | 유스모드위키 |                  | 링크                                 |
| 중단            | 모두의 쿠키 위키             | 2,256                                 | 2,847                                 |                     | AIDCG, DoCheonGong | 미디어위키   | 위키아 프로젝트  | 링크                                 |
| 비활성          | 관세용어 위키                |                                       | 4,876                                 | 2016.12.26 14:26    | dicpedia 보관됨 2017-08-03 - 웨이백 머신 | 위키독       | 위키독 프로젝트  | 링크 보관됨 2017-08-03 - 웨이백 머신 |
| 비활성          | 상식과 잡학사전              |                                       | 4,085                                 | 2016.05.17 16:03    | dream16 보관됨 2017-08-03 - 웨이백 머신 | 위키독       | 위키독 프로젝트  | 링크 보관됨 2017-08-03 - 웨이백 머신 |
| 접속 불가       | Xper Seminar                 |                                       | (1,696)                               |                     | | 모니위키     |                  | 링크                                 |
| 비활성          | 캠페인위키아                 | 1,629                                 | 2,119                                 |                     | | 미디어위키   | 위키아 프로젝트  | 링크                                 |
| 접속 불가       | 음악 Wiki                    | 1,535                                 | 2,582                                 |                     | | 미디어위키   | 위키아 프로젝트  | 링크                                 |
| 접속 불가       | Castle 위키                  | 1,523                                 | 2,345                                 |                     | Mkpaulo | 미디어위키   | 위키아 프로젝트  | 링크                                 |
| 중단            | ost25                        |                                       | 1,473                                 |                     | 헌터D | 모니위키     |                  |                                      |
| 비활성          | RedicaWiki                   |                                       | 1,312 보관됨 2014-04-07 - 웨이백 머신 |                     | | 유스모드위키 |                  | 링크 보관됨 2013-05-05 - 웨이백 머신 |
| 중단            | 자유위키                     | 1,176                                 | 1,819                                 | 2016-05-12          | kjh010206, utolee90 외 | 미디어위키   |                  |                                      |
| 접속 불가       | Medicine                     | 1,105                                 | 2,956                                 |                     | | 미디어위키   | 위키아 프로젝트  | 링크                                 |
| 비활성          | PuzzletWiki                  |                                       | 1,023                                 | 2003-12-14          | PuzzletChung | 모니위키     |                  | 링크                                 |
| 비활성          | 고구마밭                     |                                       | 1,011                                 |                     | 남승희 | 모인모인     |                  | 링크                                 |
| 접속 불가       | Hi!논술위키                  | 992                                   | 1,757                                 |                     | Admin | 미디어위키   |                  | 링크                                 |
| 중단            | 바다위키                     | 미상                                  | 754,000                               | 2016-05-13          | Admin, Sanzigi | 미디어위키   | 나무위키         |                                      |
| 중단            | 오픈토리                     | 135,456                               | 152,881                               | 2008-05-28          | opentory | 미디어위키   |                  | 링크                                 |
| 중단            | 오리위키                     | 216,581                               | 423,715                               | 2015-04-18          | 김동동 | 미디어위키   | 리그베다 위키    | 링크                                 |
| 중단            | Cwiki                        |                                       | 17,559                                | 2011-08-28          | 또_탈퇴된코란 | 모니위키     |                  | 링크                                 |
| 중단            | 워크홀릭                     | 10,235                                | 34,969                                | 2008-05-28          | JMnet | 미디어위키   |                  | 링크                                 |
| 중단            | 드림코리아                   |                                       | 9,742 보관됨 2014-04-07 - 웨이백 머신 | 2008-10-08          | 미래기획위원회 & 위대한 국민을 위한 원로회의 | 오위키?      |                  | 링크                                 |
| 중단            | ASN                          |                                       | 3,843                                 |                     | advance. | 위킥스       |                  | 링크                                 |
| 중단            | 애니존위키(위키쨩의 전신)    | 3,688 보관됨 2011-09-12 - 웨이백 머신 | 21,621                                | 2011-01-23          | 카페인러브 외 5명 | 미디어위키   |                  | 링크                                 |
| 접속 불가       | 자람                         |                                       | 3,373                                 |                     | | 모니위키     |                  | 링크                                 |
| 접속 불가       | Xper Wiki                    |                                       | 866                                   |                     | | 모니위키     |                  | 링크                                 |
| 중단            | The world of Keizi           |                                       | 2,706                                 |                     | 강정희 | 모니위키     |                  | 링크                                 |
| 접속 불가       | 버스버스 위키                | 2,275                                 | 2,534                                 |                     | 버스버스 | 미디어위키   |                  | 링크                                 |
| 중단            | 스레디키 (누리위키의 전신)   | 2,161                                 | 4,907                                 | 2009-10-22          | 관리인 | 미디어위키   |                  | 링크                                 |
| 중단(주소 이전) | 누리위키                     | 1,706                                 | 6,010                                 | 2013-08-04 (재개장) | TD5, 블루시티 | 미디어위키   |                  | 링크                                 |
| 중단            | 누리위키                     | 1,634                                 | 5,112                                 | 2011-09-20          | TD5, 블루시티 | 미디어위키   |                  | 링크                                 |
| 중단            | 한국 브라이트 넷             |                                       | 1,491                                 |                     | 김우재. | 모니위키     |                  | 링크                                 |
| 중단            | SF Readers                   |                                       | 1,247                                 |                     | CDPark | 모인모인     |                  |                                      |
| 중단            | 한국 파이썬 사용자 모임      |                                       | 957                                   |                     | | 모인모인     |                  | 링크                                 |
| 중단            | 한국 데비안 사용자 모임 위키 |                                       | 880                                   |                     | | 모니위키     |                  | 링크                                 |
| 중단            | CCMPic                       |                                       | 825                                   |                     | 이창석 | 모니위키     |                  | 링크                                 |
| 중단            | Uniqon Wiki                  | 770                                   |                                       |                     | | 미디어위키   |                  | 링크                                 |
| 중단            | 오메가                       | 730                                   |                                       |                     | 위대한 서씨 보관됨 2018-12-01 - 웨이백 머신 | 미디어위키   |                  |                                      |
| 중단            | KalpaWiki                    |                                       | 740                                   |                     | Astro. | 모니위키     |                  | 링크                                 |
| 중단            | MondayBlues                  |                                       | 732                                   | hey.                | 모니위키 |              |                  | 링크                                 |
| 중단            | 오사위키                     | 2,144                                 | 4,397                                 | 2015-10-10          | Wikiru, 신교 외 | 미디어위키   |                  | 링크                                 |
| 중단            | OpenFNB                      | 1500                                  | 2,549                                 | 2020-05-23          | pv | Openfnb      |                  | 링크 보관됨 2021-05-25 - 웨이백 머신 |
| 접속 불가       | 진보위키                     | 849 보관됨 2016-03-24 - 웨이백 머신   | 1,393                                 | 2015-01-05          | 네이티브 | 미디어위키   |                  | 링크 보관됨 2020-12-10 - 웨이백 머신 |
| 중단            | 위키쨩                       | 1,756 보관됨 2015-03-10 - 웨이백 머신 | 17,388                                | 2015-07-20          | 츄위티 보관됨 2016-03-16 - 웨이백 머신, 페네트- 보관됨 2016-03-14 - 웨이백 머신, 카페인러브 보관됨 2016-03-14 - 웨이백 머신 등 8명 보관됨 2016-03-16 - 웨이백 머신 | 미디어위키   |                  | 링크                                 |
| 중단            | 가람위키                     | 1300                                  | 2,219개                               | 2020-11-01          | pv | 가람위키     |                  | 링크 보관됨 2020-11-02 - 웨이백 머신 |
| 중단            | 자유인사전                   | 1,520 보관됨 2016-05-30 - 웨이백 머신 | 4,646                                 |                     | Licentadmin | 미디어위키   |                  | 링크                                 |
| 접속 불가       | Nex32                        | 1,765 보관됨 2014-11-29 - 웨이백 머신 | 1,807                                 | 2010-04-04          | 에리얼 | 도쿠위키     |                  | 링크 보관됨 2014-12-21 - 웨이백 머신 |
| 접속 불가       | 리그베다 위키                | 222,661                               | 284,346                               | 2007-03-01          | 청동 보관됨 2012-04-28 - 웨이백 머신, 함장 | 모니위키     |                  | 링크 보관됨 2013-07-12 - 웨이백 머신 |
| 접속 불가       | 북시위키                     | 965                                   | 8,001                                 |                     | Gkman1 | 미디어위키   |                  | 링크                                 |
| 접속 불가       | 위키소다                     | 775 보관됨 2023-01-11 - 웨이백 머신   | 8,860 보관됨 2023-01-11 - 웨이백 머신 | 2019-09-01          | |              |                  |                                      |
| 접속 불가       | 조닉위키                     |                                       | 3,658                                 | 2000                | Joinc | 모니위키     |                  | 링크                                 |
| 비활성          | 노스모크                     |                                       | 7,631                                 | 2000-11-25          | 김창준, 희상, PuzzletChung | 모니위키     |                  | 대문 링크                            |
| 비활성          | KLPD위키                     |                                       | 2,395                                 |                     | 권순선 | 모니위키     |                  | 링크                                 |
| 비활성          | 수학노트                     | 1,114                                 | 4,963                                 |                     | Pythagoras0 | 미디어위키   |                  | 링크                                 |
| 중단            | 디시위키                     | 91,295                                | 249,900                               | 2015-06-02          | (주)디시인사이드 | 미디어위키   |                  | 링크                                 |

## 같이 보기
- 위키백과
- 위키 목록
- 전체 위키의 문서 개수 순 목록
- 미디어위키를 사용하는 한국어 사이트